# Trinidad María Enríquez
Trinidad María Enríquez, född 1846, död 1891, var en peruansk feminist och advokat.
Hon mottog år 1874 tillstånd att studera vid universitet som den första kvinnan i Peru. Hon tog examen i juridik 1878 som första kvinna. Hon tilläts dock inte bli verksam som advokat, och bestred detta i ett rättsfall som varade till hennes död 1891.